# Володушка кустарниковая
Володу́шка куста́рниковая (лат. Bupleūrum fruticōsum) — вид рода Володушка (Bupleurum) семейства Зонтичные (Apiaceae).

## Ботаническое описание
Вечнозеленый солнцелюбивый кустарник. Может достигать в высоту полутора метров. Листья около 11 см длиной, очерёдные, кожистые, эллиптической формы и блестящие с верхней стороны, а снизу бледно-зеленые. Цветки желтые. Цветет с апреля по сентябрь. Плод — семянка.

## Распространение
Страны распространения: Алжир; Марокко, Тунис, Ливан; Греция; Италия (включая Сардинию, Сицилию); Франция (включая Корсику); Португалия; Испания. Часто культивируется в качестве садового растения. Предпочитает расти в гаригах или каменистых коридорах, как правило, на извести. Растение может хорошо переносить соленые ветры.